# حشره‌خوار جنگلی خزه‌ای
حشره‌خوار جنگلی خزه‌ای (نام علمی: Crocidura musseri) نام یک گونه از سرده حشره‌خوارهای دندان‌سفید است.